# غلوب
غلوب (بالإنجليزية: Globe, Arizona)‏ هي مدينة تقع في مقاطعة جيلا بولاية أريزونا في الولايات المتحدة. تأسست عام 1875، تبلغ مساحتها 46.7 (كم²)، وترتفع عن سطح البحر 1070 م، بلغ عدد سكانها 7532 نسمة في عام 2010 حسب إحصاء مكتب تعداد الولايات المتحدة وتصل الكثافة السكانية فيها 161.3 نسمة/كم2.

## التركيبة السكانية
حدّد مكتب تعداد الولايات المتحدة بيانات التركيبة السكانية لغلوب في تعداد الولايات المتحدة. في ما يلي، التركيبة السكانية حسب تعدادي 2000 و2010.

### تعداد عام 2000
بلغ عدد سكان غلوب 7,486 نسمة بحسب تعداد عام 2000، وبلغ عدد الأسر 2,814 أسرة وعدد العائلات 1,870 عائلة مقيمة في المدينة. في حين سجلت الكثافة السكانية 158.2 نسمة لكل كيلومتر مربع (409.7/ميل2). وبلغ عدد الوحدات السكنية 3,172 وحدة بمتوسط كثافة قدره 67 لكل كيلومتر مربع (173.5/ميل2).
وتوزع التركيب العرقي للمدينة بنسبة 77.60% من البيض و1.15% من الأمريكيين الأفارقة و3.10% من الأمريكيين الأصليين و1.12% من الأمريكيين ذوي الأصول الآسيوية و0.04% من سكان جزر المحيط الهادئ و14.59% من الأعراق الأخرى و2.40% من عرقين مختلطين أو أكثر و32.71% من الهسبانيون أو اللاتينيون من أي عرق.
بلغ عدد الأسر 2,814 أسرة كانت نسبة 34.6% منها لديها أطفال تحت سن الثامنة عشر تعيش معهم، وبلغت نسبة الأزواج القاطنين مع بعضهم البعض 49.3% من أصل المجموع الكلي للأسر، ونسبة 12.7% من الأسر كان لديها معيلات من الإناث دون وجود شريك، بينما كانت نسبة 4.4% من الأسر لديها معيلون من الذكور دون وجود شريكة وكانت نسبة 33.5% من غير العائلات. تألفت نسبة 30.1% من أصل جميع الأسر من عدة أفراد يعيشون في نفس المنزل ونسبة 13.1% كانت تتألف من شخص يعيش بمفرده يبلغ من العمر 65 عاماً أو أكثر. وبلغ متوسط حجم الأسرة المعيشية 2.49، أما متوسط حجم العائلات فبلغ 3.09.
بلغ العمر الوسطي للسكان 38.4 عاماً. وكانت نسبة 25.6% من القاطنين تحت سن الثامنة عشر، وكانت نسبة 6.9% بين الثامنة عشر والرابعة والعشرين عاماً، ونسبة 22.9% كانت واقعةً في الفئة العمرية ما بين الخامسة والعشرين والرابعة والأربعين عاماً، ونسبة 23.5% كانت ما بين الخامسة والأربعين والرابعة والستين، ونسبة 14.5% كانت ضمن فئة الخامسة والستين عاماً فما فوق. يوجد لكل 100 أنثى 92.9 ذكر، ويوجد لكل 100 أنثى في الثامنة عشر من عمرها فما فوق 88.6 ذكر.
بلغ متوسط دخل الأسرة في المدينة 33,071 دولارًا، أما متوسط دخل العائلة فبلغ 42,280 دولارًا. وكان متوسط دخل الذكور 31,404 دولارًا مقابل 21,952 دولارًا للإناث. وسجل دخل الفرد الخاص بالمدينة 16,128 دولارًا. وكانت نسبة 8.8% من العائلات ونسبة 11.4% من السكان تحت خط الفقر، وكان من هؤلاء نسبة 14.8% تحت سن الثامنة عشر ونسبة 8.4% في الخامسة والستين من العمر وما فوق.

### تعداد عام 2010
بلغ عدد سكان غلوب 7,532 نسمة بحسب تعداد عام 2010، وبلغ عدد الأسر 2,908 أسرة وعدد العائلات 1,820 عائلة مقيمة في المدينة. في حين سجلت الكثافة السكانية 159.2 نسمة لكل كيلومتر مربع (412.3/ميل2). وبلغ عدد الوحدات السكنية 3,386 وحدة بمتوسط كثافة قدره 71.6 لكل كيلومتر مربع (185.4/ميل2).
وتوزع التركيب العرقي للمدينة بنسبة 79.57% من البيض و0.92% من الأمريكيين الأفارقة و5.71% من الأمريكيين الأصليين و1.13% من الأمريكيين ذوي الأصول الآسيوية و0.12% من سكان جزر المحيط الهادئ و9.59% من الأعراق الأخرى و2.97% من عرقين مختلطين أو أكثر و36.84% من الهسبانيون أو اللاتينيون من أي عرق.
بلغ عدد الأسر 2,908 أسرة كانت نسبة 30% منها لديها أطفال تحت سن الثامنة عشر تعيش معهم، وبلغت نسبة الأزواج القاطنين مع بعضهم البعض 43.7% من أصل المجموع الكلي للأسر، ونسبة 13.3% من الأسر كان لديها معيلات من الإناث دون وجود شريك، بينما كانت نسبة 5.6% من الأسر لديها معيلون من الذكور دون وجود شريكة وكانت نسبة 37.4% من غير العائلات. تألفت نسبة 31% من أصل جميع الأسر من عدة أفراد يعيشون في نفس المنزل ونسبة 13.8% كانت تتألف من شخص يعيش بمفرده يبلغ من العمر 65 عاماً أو أكثر. وبلغ متوسط حجم الأسرة المعيشية 2.44، أما متوسط حجم العائلات فبلغ 3.04.
بلغ العمر الوسطي للسكان 41.9 عاماً. وكانت نسبة 23.4% من القاطنين تحت سن الثامنة عشر، وكانت نسبة 7.9% بين الثامنة عشر والرابعة والعشرين عاماً، ونسبة 22.6% كانت واقعةً في الفئة العمرية ما بين الخامسة والعشرين والرابعة والأربعين عاماً، ونسبة 27.8% كانت ما بين الخامسة والأربعين والرابعة والستين، ونسبة 18.3% كانت ضمن فئة الخامسة والستين عاماً فما فوق. وتوزع التركيب الجنسي للسكان بنسبة 49.6% ذكور و50.4% إناث.

## المناخ
يظهر الجدول التالي التغييرات المناخية على مدار السنة لغلوب:
| البيانات المناخية لـغلوب                | البيانات المناخية لـغلوب | البيانات المناخية لـغلوب | البيانات المناخية لـغلوب | البيانات المناخية لـغلوب | البيانات المناخية لـغلوب | البيانات المناخية لـغلوب | البيانات المناخية لـغلوب | البيانات المناخية لـغلوب | البيانات المناخية لـغلوب | البيانات المناخية لـغلوب | البيانات المناخية لـغلوب | البيانات المناخية لـغلوب | البيانات المناخية لـغلوب |
| الشهر                                   | يناير                    | فبراير                   | مارس                     | أبريل                    | مايو                     | يونيو                    | يوليو                    | أغسطس                    | سبتمبر                   | أكتوبر                   | نوفمبر                   | ديسمبر                   | المعدل السنوي            |
| --------------------------------------- | ------------------------ | ------------------------ | ------------------------ | ------------------------ | ------------------------ | ------------------------ | ------------------------ | ------------------------ | ------------------------ | ------------------------ | ------------------------ | ------------------------ | ------------------------ |
| الدرجة القصوى °ف (°م)                   | 74 (23)                  | 80 (27)                  | 90 (32)                  | 91 (33)                  | 104 (40)                 | 111 (44)                 | 111 (44)                 | 106 (41)                 | 100 (38)                 | 97 (36)                  | 85 (29)                  | 75 (24)                  | 109 (43)                 |
| متوسط درجة الحرارة الكبرى °ف (°م)       | 57.3 (14.1)              | 62.2 (16.8)              | 67.4 (19.7)              | 76.2 (24.6)              | 84.9 (29.4)              | 95.3 (35.2)              | 96.7 (35.9)              | 93.7 (34.3)              | 89.2 (31.8)              | 80.2 (26.8)              | 67.4 (19.7)              | 57.8 (14.3)              | 77.4 (25.2)              |
| متوسط درجة الحرارة الصغرى °ف (°م)       | 34.1 (1.2)               | 36.1 (2.3)               | 39.8 (4.3)               | 45.7 (7.6)               | 53.7 (12.1)              | 63.0 (17.2)              | 69.3 (20.7)              | 67.5 (19.7)              | 62.0 (16.7)              | 51.3 (10.7)              | 40.3 (4.6)               | 32.6 (0.3)               | 49.6 (9.8)               |
| أدنى درجة حرارة °ف (°م)                 | 11 (−12)                 | 17 (−8)                  | 23 (−5)                  | 30 (−1)                  | 33 (1)                   | 46 (8)                   | 58 (14)                  | 54 (12)                  | 48 (9)                   | 30 (−1)                  | 20 (−7)                  | 11 (−12)                 | 10 (−12)                 |
| معدل هطول الأمطار إنش (مم)              | 2.00 (51)                | 1.96 (50)                | 1.55 (39)                | .39 (9.9)                | .63 (16)                 | .13 (3.3)                | 2.04 (52)                | 2.30 (58)                | 1.23 (31)                | .86 (22)                 | .91 (23)                 | 1.29 (33)                | 15.29 (388.2)            |
| متوسط الأيام الممطرة (≥ 0.01 inch)      | 7                        | 6                        | 5                        | 3                        | 3                        | 1                        | 9                        | 8                        | 5                        | 3                        | 3                        | 5                        | 58                       |
| المصدر: Western Regional Climate Center |                          |                          |                          |                          |                          |                          |                          |                          |                          |                          |                          |                          |                          |

## أعلام
- نيك كارتر
- بيتي راسيل
- جون ماكبرايد
- لي فروست
- جيمس إل. براونينج جونيور
- دون لي

## وصلات خارجية
- http://www.globeaz.gov/